# David Copperfield (illuzionista)
David Copperfield, születési nevén David Seth Kotkin (1956. szeptember 16.) 21-szeres Emmy-díjas amerikai illuzionista. A Forbes magazin szerint a világ kereskedelmi szempontból valaha volt legsikeresebb bűvésze. Harmincéves pályafutása alatt Copperfield 38 Emmy-jelölést kapott, amiből 21-et el is nyert, 11 Guinness-rekordot tart, csillaga van a Hollywoodi hírességek sugárútján és az amerikai Kongresszusi Könyvtár Élő Legenda-elismerését is megkapta. Pályafutása során több mint 40 millió jegyet adott el és összesen több mint 3 milliárd dollárt keresett, amivel minden idők legsikeresebb egyéni előadója, megelőzve például Madonnát, Michael Jacksont és Lady Gagát is.

## Élete és pályafutása
Édesanyja Izraelben született zsidó, apai nagyszülei a mai Ukrajna területéről vándoroltak Amerikába. Tízévesen kezdett érdeklődni a bűvészet iránt. Tizenkét évesen az Amerikai Bűvészek Társaságának legfiatalabb tagja volt. 16 évesen a New York-i Egyetemen tanított bűvészetkurzust.

## Magánélete
Hat évig (1994-1999) élt együtt Claudia Schifferrel. 2006 óta Chloe Gosselin a párja.